# Brunssum
Brunssum este o comună și o localitate în provincia Limburg, Țările de Jos.

## Localități componente
Brunssum, Treebeek